# Зегиста (посёлок)
Зегиста́ (калм. Зегистә) — посёлок в Целинном районе Калмыкии, входит в состав Найнтахинского сельского муниципального образования.
Население — 37 человек (2012).

## Этимология
Посёлок, скорее всего, получил название по протекающей в относительной близости от населённого пункта реке Зегиста. С калмыцкого языка топоним (калм. Зегистә) переводится как — место, где растёт чакан (растение); (совм. п. от калм. зегсан — чакан).

## История
Точная дата основания населённого пункта не известна, однако можно предположить, что посёлок возник в начале 1920-х годов в рамках политики привлечения к оседлости коренного населения. В 1938 году посёлок входил в состав в Найнтахинского сельского совета. На немецкой карте 1941 года обозначен как Нижний Нохансюль. К 1958 году был переименован в посёлок Ковыльный. На карте 1984 года посёлок обозначен как Зегиста.

## Физико-географическая характеристика
Посёлок расположен в пределах Ергенинской возвышенности, являющейся частью Восточно-Европейской равнины, на высоте 99 м над уровнем моря. Посёлок расположен по правой стороне балки Нюхансюль, относящейся к бассейну реки Зегиста.
По автомобильной дороге расстояние до столицы Калмыкии города Элиста составляет около 50 км, до районного центра села Троицкое — 38 км, до административного центра сельского поселения посёлка Найнтахн около 9 км, ближайший населённый пункт посёлок Заагин Сала расположен в 5 км к западу от Зегисты.
Согласно классификации климатов Кёппена-Гейгера посёлок находится в зоне влажного континентального климата с жарким и засушливым летом (Dfa). В окрестностях посёлка распространены светлокаштановые почвы различного гранулометрического состава в комплексе солонцами.
Часовой пояс
Зегиста, как и вся Республика Калмыкия, находится в часовой зоне МСК (московское время). Смещение применяемого времени относительно UTC составляет +3:00.

## Население
| 2002 | 2010 | 2012 |
| ---- | ---- | ---- |
| 14   | ↗42  | ↘37  |

Этнический состав
| Национальность | Численность (2010) | Процент |
| -------------- | ------------------ | ------- |
| Калмыки        | 26                 | 53,1%   |
| Чеченцы        | 12                 | 24,5%   |
| Русские        | 8                  | 16,3%   |
| Казахи         | 3                  | 6,1%    |
| Всего          | 49                 | 100%    |

## Социальная инфраструктура
Социальная инфраструктура отсутствует. Ближайшие учреждения культуры (клуб, библиотека), образования (средняя школа, детский сад) расположены в административном центре сельского поселения — посёлке Найнтахн. Медицинское обслуживание жителей посёлка обеспечивают фельдшерско-акушерский пункт в посёлке Найнтахн и Целинная центральная районная больница. Ближайшее отделение скорой медицинской помощи расположено в Троицком.
Посёлок не газифицирован. Центральное водоснабжение отсутствует, потребность в пресной воде обеспечивается индивидуально, путём доставки воды к каждому домовладению. Водоотведение осуществляется за счёт использования выгребных ям.
Автомобильные дороги с твёрдым покрытием в посёлке отсутствуют.